# Maicosuel
Maicosuel Reginaldo de Matos est un footballeur brésilien né le 16 juin 1986 à Cosmópolis au Brésil. 
Il évolue actuellement au poste de milieu offensif à l'Atlético Mineiro.

## Palmarès

### En club
- Cruzeiro
  - Championnat du Minas Gerais (1): 2008.
- Atlético Mineiro
  - Championnat du Minas Gerais (2): 2015 et 2017.
  - Recopa Sudamericana (1): 2014.
  - Coupe du Brésil (1): 2014.